# Strukturwerkstoff
Strukturwerkstoffe oder Konstruktionswerkstoffe sind im Gegensatz zu Funktionswerkstoffen primär durch ihre besonderen mechanischen Eigenschaften gekennzeichnet. Hierzu zählen
- Festigkeit

- elastische Steifigkeit
- Verschleißbeständigkeit
- Dichte
- Härte sowie
- Beständigkeit gegenüber Umwelteinflüssen.

Aufgrund dieser Eigenschaften werden Strukturwerkstoffe vornehmlich in Konstruktionen, Maschinen und im Anlagenbau angewendet.